# Enrique Rocha
Enrique Miguel Rocha Ruiz (Silao, 5 de janeiro de 1940 — Cidade do México, 7 de novembro de 2021) foi um ator e empresário mexicano.

## Carreira
No começo, Enrique estava mais focado em ser arquiteto onde estudava pra conseguir essa carreira. Antes ele não tinha planos pra ser ator até que um amigo dele o levou ao teatro onde substituiu um ator que faltou e sua primeira atuação teatral foi O despertar da primavera.
Enrique Rocha ficou conhecido no México pela sua extensa carreira tanto no teatro e no cinema quanto em novelas, mas teve grande sucesso principalmente pela sua inconfundível voz.
Devido a sua voz grave e seu aspecto físico conseguiu papéis de vilão em telenovelas como El privilegio de amar, Las vías del amor, Yo compro esa mujer, e obteve grande destaque na teledramaturgia mexicana no ano de 1988, como o tirânico Eládio Gomez-Luna na novela Pasión y poder, onde repartiu créditos com Diana Bracho, Claudia Islas e Carlos Bracho. No Brasil, ficou conhecido por interpretar León Bustamante na novela Rebelde, além dos seus papeis em  O Privilégio de Amar e Amores Verdadeiros, transmitidas pelo SBT. Mas o seu personagem que ele gostou de interpretar foi o demônio Lucio Fernández de Serafin.

## Morte
Morreu em 7 de novembro de 2021, aos 81 anos de idade.

## Telenovelas
- Me declaro culpable (2017-18) ... Mauro Monroy
- Muchacha italiana viene a casarse (2014-15) .... Vittorio Dragone
- Amores verdaderos (2012-13) .... Don Aníbal Balvanera
- Una familia con suerte (2011-12) .... Don Napoleón Villarreal Cárdenas
- Corazón salvaje (2009-2010) .... Don Rodrigo Montes de Oca
- Verano de amor (2009) .... Don Vito Rocca
- Amor sin maquillaje (2007) .... Rafael
- Lola, érase una vez (2007) .... Excélsior Maximus
- Rebelde (2004-2006)..... León Bustamante
- Las vías del amor (2002-2003) .... Sebastián Mendoza
- Por un beso (2000-2001) .... Mariano Díaz de León
- Cuento de Navidad (1999-2000) .... Cliente de Don Chente
- Serafin (1999) .... Lucio Fernández
- El privilegio de amar (1998-1999) .... Nicolás Obregón
- Mi pequeña traviesa (1997-1998) .... Antonio Miranda
- Pueblo chico, infierno grande (1997) .... Prisciliano Ruán
- La antorcha encendida (1996) .... Virrey Félix María Calleja
- Dos mujeres, un camino (1993-1994) .... Ismael Montegarza
- Las secretas intenciones (1992) .... Dr. Daniel Baguer
- Yo compro esa mujer (1990) .... Rodrigo Montes de Oca
- Pasión y poder (1988) .... Eladio Gomez— Luna
- Como duele callar (1987) .... Villegas
- Lista negra (1987) .... Daniel
- El ángel caído (1985) .... Álvaro
- Cuando los hijos se van (1983) .... Álvaro
- Espejismo (1981) .... Julio
- Vamos juntos (1979) .... Juan Cristóbal
- No tienes derecho a juzgarme (1978)
- Marcha nupcial (1977) .... Fernando
- Mundo de juguete (1974) .... Tío Leopoldo 'Polo' Balboa
- La hiena (1973) .... Marcial García
- Cristina Guzmán (1966)
- La mentira (1965) .... Jhonny

## Peças de teatro
- Tiempo de Morir (1965)
- Santa (1968)
- Muñeca Reina (1971)
- Morir en el Golfo

## Programas de TV
- Objetos perdidos (2007) Narrador
- No Manches (2004)
- Big Brother VIP: México (2004)
- Mujer, casos de la vida real (1989)